# Gyaritus affinis
Gyaritus affinis là một loài bọ cánh cứng trong họ Cerambycidae.